# Vargtimmen
Vargtimmen är ett begrepp skapat av Ingmar Bergman för filmen med samma namn, och som därefter fått sådant genomslag att det ofta förstås som betydligt äldre.

I filmens förtext förklarar Bergman innebörden av ordet, så som det förstås i denna kontext: 
"Vargtimmen är timmen mellan natt och gryning. Det är timmen då de flesta människor dör, då sömnen är djupast, då mardrömmarna är verkligast. Det är timmen då den sömnlöse jagas av sin svåraste ångest, då spöken och demoner är mäktigast. Vargtimmen är också den timme när de flesta barn föds."–IngmarBergman.se: Vargtimmen
Gällande den vetenskapliga relevansen för begreppet, så har det påvisats att kroppen, i de fall då dygnsrytmen följer solens upp- och nedgång, vid fyratiden på morgonen är nedreglerad till ett minimum; blodets halt av hormonet melatonin är som högst, kroppstemperatur och blodtryck sjunker till dygnets lägsta nivåer och ämnesomsättningen går ner.